# مسماة (لباس)
المِسماة (جمع: مَسَامٍ) غطاءٌ للساق من الكاحل إلى الركبة وتُعرف أيضًا باسم: لفافة الساق، وبالعامية قَلْشين. تتكون من قطعة طويلة ضيقة من القماش ملفوفة بإحكام، وتدور حول الساق بشكل حلزوني، وتعمل على توفير الدعم ( كملابس ضاغطة ) والحماية. كان يرتديها كل من الجنود الراكبين والراجلين.

## التأثيل

### قلشين
أصلها تُركي عثماني من كلمة قالچين.

## الصور

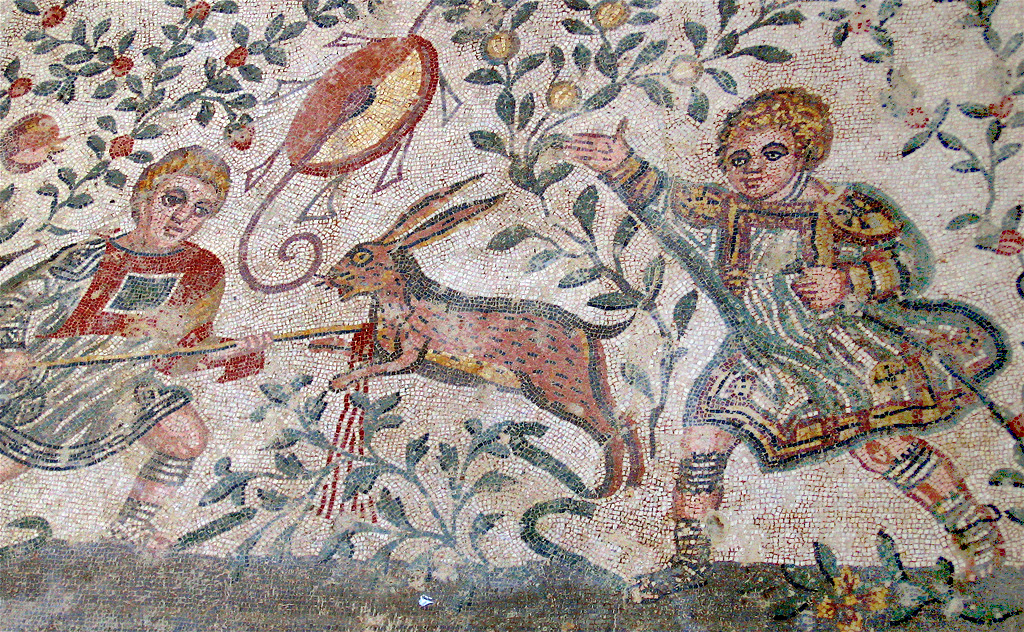
اللفافة الرومية crurales ، تم تصويرها في مشهد صيد من القرن الرابع الميلادي
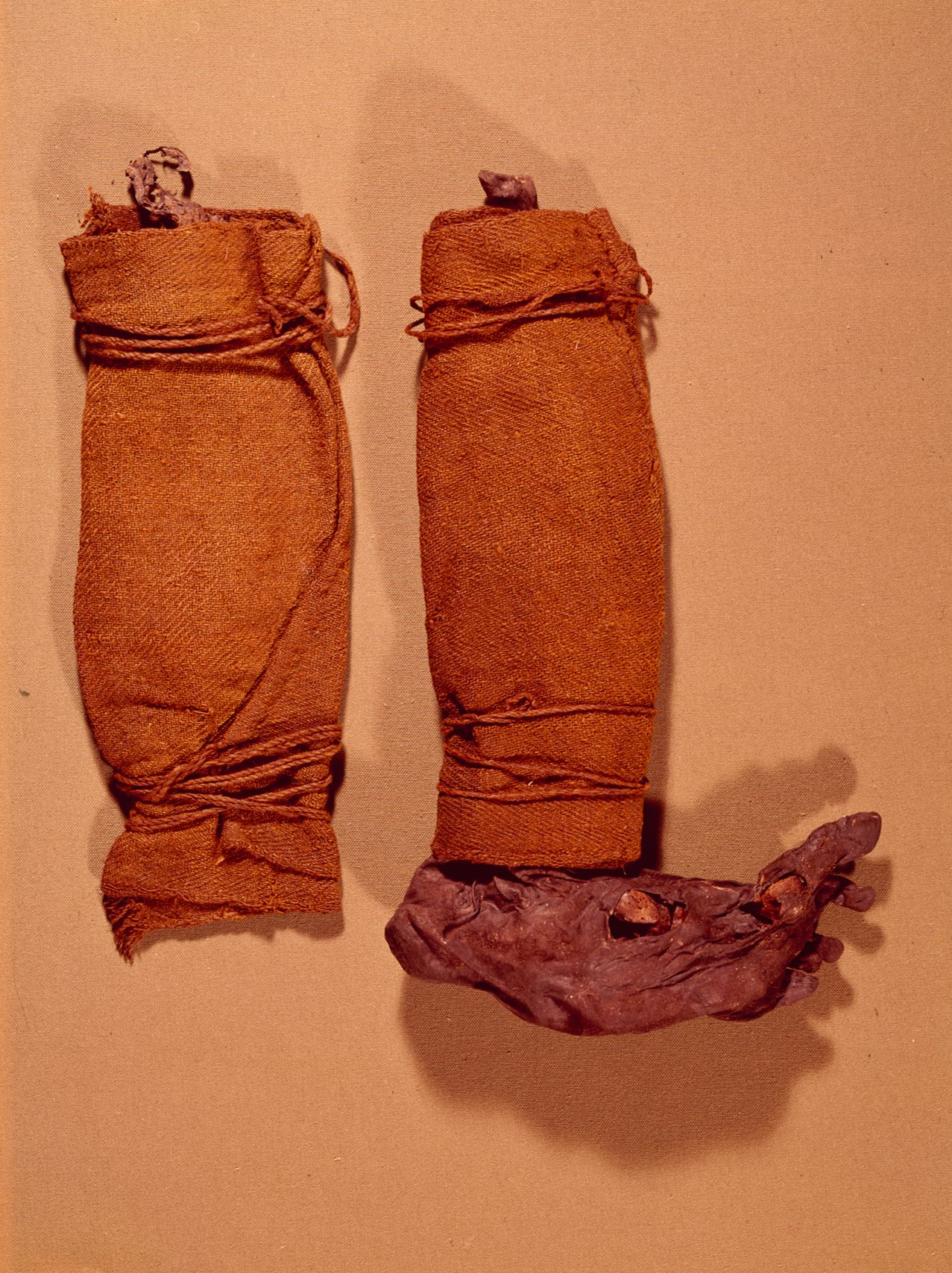
مِسماة صبي المستنقع Søgårds Mose Man ، الدَّنِمرك، العصر الحديدي المبكر
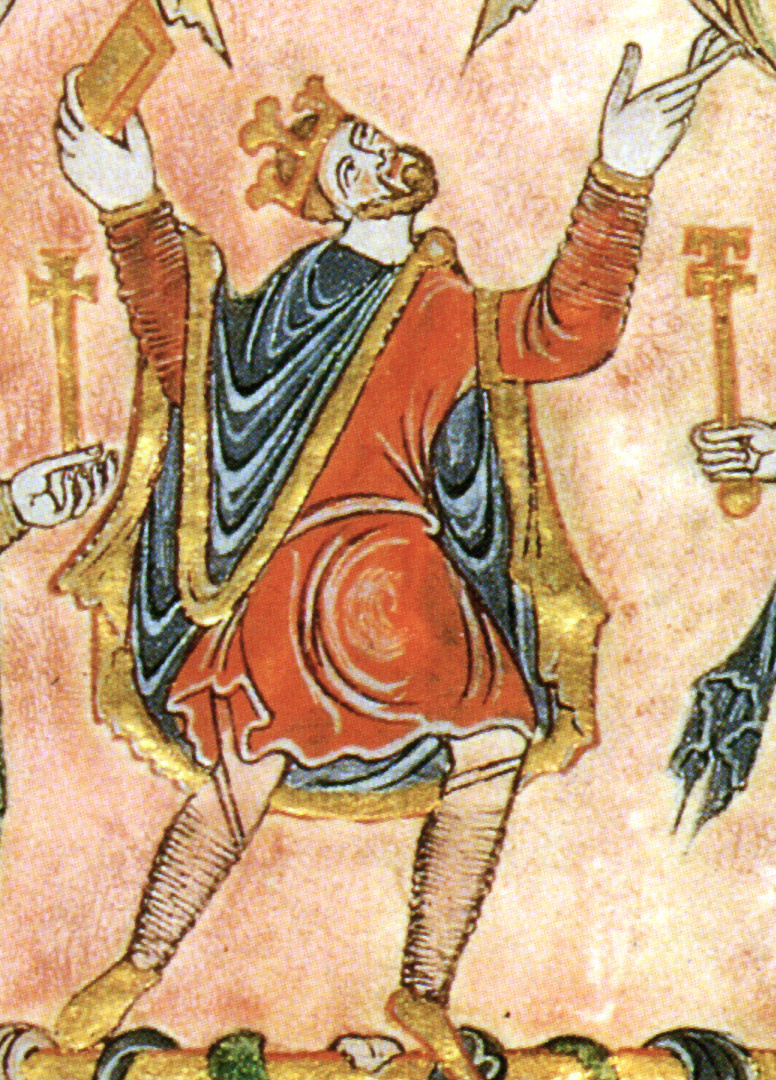
ملك إنجلترا إدغار ، 966 م
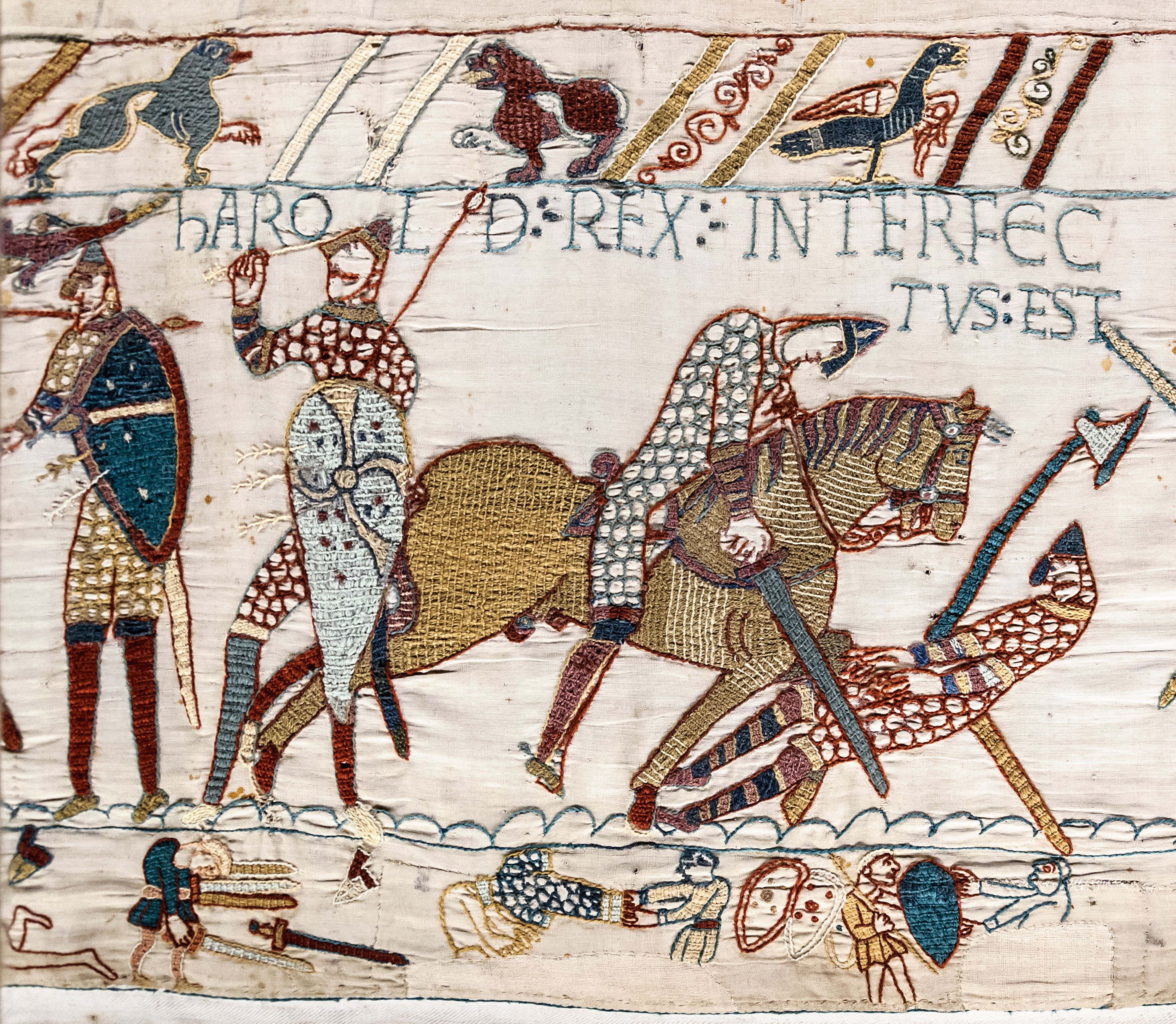
معركة هَستِنغز عام 1066 م
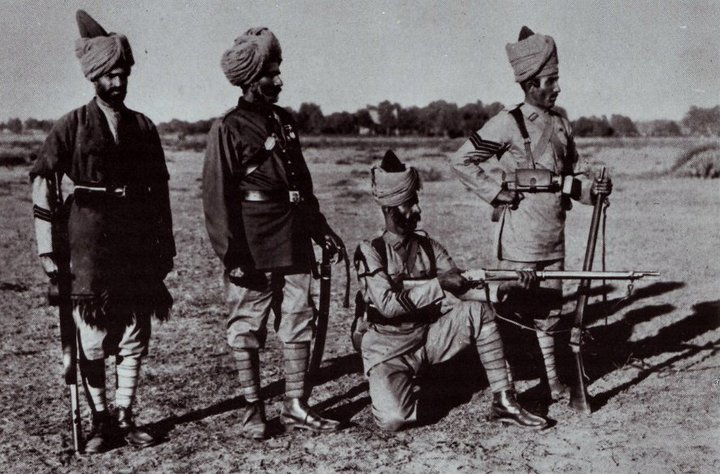
جنود فيلق مرشد الملكة الخاص بالجيش الهندي البريطاني في عام 1897.[6] كانوا يرتدون الزي الرسمي لكن جميعهم يرتدون مسامٍ.